# 前田隆平
前田 隆平（まえだ りゅうへい、1954年 - ）は、日本の運輸・国土交通官僚、外交官。2013年（平成25年）1月15日からスイス兼リヒテンシュタイン駐箚特命全権大使。

## 人物・経歴
静岡県静岡市出身。1973年武蔵中学校・高等学校卒業。東京大学法学部第2類（公法コース）を卒業。1977年運輸省に入省し、航空局国際課に配属される。
1992年6月外務省在アメリカ合衆国日本国大使館一等書記官、1995年7月関西国際空港株式会社業務部長、1997年7月運輸省運輸政策局国際業務第二課長、1998年7月運輸省航空局監理部国際航空課長、2001年1月国土交通省鉄道局財務課長、2002年7月16日国土交通省政策総括官付政策調整官、2003年4月国土交通省総合政策局観光部企画課長、2004年7月1日国土交通省鉄道局総務課長、2005年8月国土交通省大臣官房審議官（国際、国土計画局担当）、2006年7月国土交通省大臣官房審議官（総合政策局、航空局担当）、2008年7月国土交通省航空局長、
2010年8月10日から国土交通省政策統括官として国際問題を担当。2011年（平成23年）7月、初代国際統括官を経て、2013年（平成25年）1月15日からスイス兼リヒテンシュタイン駐箚特命全権大使。2016年（平成28年）3月退官。2016年（平成28年）7月よりANAホールディングス株式会社 常勤顧問 就任。全日本空輸株式会社 取締役 国際関係担当 兼務。
旧運輸省入省以来、運輸各分野の行政に携わったが、中では、航空、特に国際航空での経験が長い。各種規制に縛られていた国際航空の自由化を大きく前進させるとともに、成田空港の活用と並行させながら、羽田空港の国際化を推進した。航空局長時代も羽田空港の4本目の滑走路のオープンを控えて国際航空の拡張を図ったが、任期中、リーマンショックのあおりから経営困難に陥った日本航空の破綻を経験した。
駐スイス特命全権大使時代は、日本ースイス国交樹立150周年記念事業などにより、両国の友好関係の増進に努め、また、観光分野での経験をいかしつつ、訪日スイス人の飛躍的増大を実現した。

## 同期
- 盛山正仁（自由民主党衆議院議員、法務副大臣）
- 久保成人（13年観光庁長官・12年国土交通省大臣官房長）
- 関水康司（12年国際海事機関事務局長）
- 丸山研一（11年四国運輸局長）
- 辻岡明（全日本航空事業連合会理事長）